# بيني فورد
بيني فورد (بالإنجليزية: Penny Ford) هي عازفة بيانو وكاتبة غنائية ومنتجة أسطوانات ومغنية أمريكية، ولدت في 11 يونيو 1964 في سينسيناتي في الولايات المتحدة.

## وصلات خارجية
- بيني فورد على موقع ميوزك برينز (الإنجليزية)
- بيني فورد على موقع ديسكوغز (الإنجليزية)